# Store Lummersjön
Store Lummersjön är en sjö i Tidaholms kommun i Västergötland och ingår i Motala ströms huvudavrinningsområde. Sjön har en area på 0,0636 kvadratkilometer och ligger 240 meter över havet. Sjön avvattnas av vattendraget Skämningsforsån. Vid provfiske har abborre, gädda och mört fångats i sjön.

## Delavrinningsområde
Store Lummersjön ingår i det delavrinningsområde (644343-140566) som SMHI kallar för Mynnar i Vättern. Medelhöjden är 237 meter över havet och ytan är 19,48 kvadratkilometer. Det finns inga delavrinningsområden uppströms utan avrinningsområdet är högsta punkten. Skämningsforsån som avvattnar avrinningsområdet har biflödesordning 2, vilket innebär att vattnet flödar genom totalt 2 vattendrag innan det når havet efter 184 kilometer. Delavrinningsområdet består mestadels av skog (79 %) och sankmarker (12 %). Avrinningsområdet har 0,06 kvadratkilometer vattenytor vilket ger det en sjöprocent på 0,3 %.